# Haldagerlille Sogn
Haldagerlille Sogn  ist eine ehemalige Kirchspielsgemeinde (dän.: Sogn) auf der Insel Sjælland im südlichen Dänemark. Bis 1970 gehörte sie zur Harde Øster Flakkebjerg Herred im damaligen Sorø Amt, danach zur Fuglebjerg Kommune im Vestsjællands Amt, die im Zuge der  Kommunalreform zum 1. Januar 2007 in der Næstved Kommune in der Region Sjælland aufgegangen ist.
Im Kirchspiel lebten am 1. Oktober 2020 196 Einwohner. Im Kirchspiel lag die Kirche „Haldagerlille Kirke“.
Nachbargemeinden waren im Osten Tystrup Sogn und im Süden Krummerup Sogn, ferner in der westlich benachbarten Slagelse Kommune Kirkerup Sogn. Am 29. November 2020 wurden Fuglebjerg Sogn, Haldagerlille Sogn und Tystrup Sogn zum Fuglebjerg-Tystrup-Haldagerlille Sogn zusammengelegt. Diese Zusammenlegung bezieht sich nur auf die kirchlichen Belange. In ihrer Eigenschaft als Matrikelsogne, also als Grundbuchbezirke der Katasterbehörde Geodatastyrelsen, wirken sich seit Abschaffung der Hardenstruktur 1970 solche Änderungen nicht mehr aus.